# Nils Zetterström
Nils Zetterström, född 1874 i Kingsta i Näskotts socken, Jämtland, död 5 augusti 1965 på Frösön, var en svensk disponent, målare och tecknare.  
Han var son till lantbrukaren Ivan Nilsson och Märta Jonsdotter. Efter att först varit verksam som indelt soldat och därefter under många år arbetat som mejeridisponent började Zetterström måla på egen hand under sin fritid. Eftersom han var livligt intresserad av fornvård och historiska minnen från sin uppväxttrakt kom detta att avspeglas i hans konst, med lokalhistoriska motiv. Senare började han även måla bataljskildringar och detaljavsnitt ur den lokala historien. 
Separat ställde han ut första gången 1953, och han medverkade i Jämtlands läns konstförenings samlingsutställningar. Han var även representerad vid utställningen Svenska hävder genom konstnärsögon på Liljevalchs konsthall 1960.